# Itame evagaria
Itame evagaria là một loài bướm đêm trong họ Geometridae.